# Scolelepis lefebrei
Scolelepis lefebrei är en ringmaskart som först beskrevs av Gravier 1905.  Scolelepis lefebrei ingår i släktet Scolelepis och familjen Spionidae. Inga underarter finns listade i Catalogue of Life.